# 丽卡·罗西塔瓦蒂
丽卡·罗西塔瓦蒂（1997年5月7日—），印尼女子羽毛球運動員。

## 簡歷
2014年11月，丽卡·罗西塔瓦蒂与尼萨克·普吉·莱斯塔里出战馬來西亞羽毛球國際挑戰賽，在女双準决赛以0比2（15-21、10-21）不敌赛会头号种子、日本的栗原文音/篠谷菜留。
2015年6月，丽卡·罗西塔瓦蒂代表印尼参加泰國曼谷举办的亞洲青年羽毛球錦標賽，随队赢得团体赛季军。同年8月，他與梅尔维拉·奥克拉莫纳出戰新加坡羽毛球國際系列賽，在女双决赛以1比2（20-22、21-16、10-21）不敌赛会2号种子、队友的阿普里亚尼·拉哈育/乔萨·法迪拉·苏吉亚托，赢得亚军。同年9月，她与梅尔维拉·奥克拉莫纳出战越南羽毛球國際系列賽，在女双準决赛以1比2（8-21、21-18、11-21）不敌赛会4号种子、队友的尼萨克·普吉·莱斯塔里/梅里萨·辛迪·萨普特里。
2016年5月，丽卡·罗西塔瓦蒂與拉马达尼·哈斯蒂扬蒂·普特里出战樂魚羽毛球國際挑戰賽，在女双决赛以0比2（18-21、18-21）不敌赛会6号种子、队友的苏琪·里基·安迪妮/尤尔费拉·巴卡，赢得亚军。

## 主要比賽成績
只列出曾進入準決賽的國際賽事成績：
| 年份   | 賽事                     | 公開賽級別 | 項目     | 拍檔                       | 成績   |
| ------ | ------------------------ | ---------- | -------- | -------------------------- | ------ |
| 2014年 | 馬來西亞羽毛球國際挑戰賽 | 國際挑戰賽 | 女子雙打 | 尼萨克·普吉·莱斯塔里       | 準決賽 |
| 2015年 | 亞洲青年羽毛球錦標賽     | 其他       | 混合團體 | －                         | 季軍   |
| 2015年 | 新加坡羽毛球國際系列賽   | 國際系列賽 | 女子雙打 | 梅尔维拉·奥克拉莫纳        | 亞軍   |
| 2015年 | 越南羽毛球國際系列賽     | 國際系列賽 | 女子雙打 | 梅尔维拉·奥克拉莫纳        | 準決賽 |
| 2016年 | 樂魚羽毛球國際挑戰賽     | 國際挑戰賽 | 女子雙打 | 拉马达尼·哈斯蒂扬蒂·普特里 | 亞軍   |

| 2007-2017年 | 首要超級賽 | 超級賽 | 黃金大獎賽 | 大獎賽 | 國際挑戰賽 | 國際系列賽 | 未來系列賽 | 其他 |

| 2018-2026年 | 總決賽 | 超級1000賽 | 超級750賽 | 超級500賽 | 超級300賽 | 超級100賽 | 國際挑戰賽 | 國際系列賽 | 未來系列賽 | 其他 |